# Festival de Música Popular Brasileira
O Festival de Música Popular Brasileira foi um concurso anual de canções originais e inéditas criado em 1965 com base no Festival de Sanremo, sendo realizado ininterruptamente até 1969.

## 1º Festival
Após o sucesso dos primeiros programas de TV voltados para a música, em especial Brasil 60, exibido na TV Excelsior e produzido por Manoel Carlos, Solano Ribeiro achou que era o momento de criar um festival brasileiro de música semelhante ao Festival de Sanremo.
- Dentre as 1.290 canções inscritas, 36 foram selecionadas para participar das três eliminatórias, 12 canções por noite.
- Local: Eliminatórias: Guarujá, São Paulo (no auditório da TV Excelsior) e Petrópolis (no Hotel Quintandinha); Final: Rio de Janeiro (no auditório da TV Excelsior);[1]
- Data: 6 de abril de 1965
- Classificação:

1º Lugar: "Arrastão" (Edu Lobo e Vinicius de Moraes) – intérprete: Elis Regina
2º Lugar: "Canção do Amor que Não Vem" (Baden Powell e Vinicius de Moraes) – intérprete: Elizete Cardoso
- Júri: Augusto de Campos, Décio Pignatari, Damiano Cozzella e Amilton Godoy
- Patrocinador: Rhodia.[1]

## Festivais na TV Record
Nos Festivais da Record consolidaram dois importantes gêneros musicais brasileiros na década de 1960: as canções de protesto e o tropicalismo.

### 1º Festival
- Primeiro festival de competição entre canções. Criada com base no Festival de Sanremo.
- Local: Grande Hotel do Guarujá, Guarujá
- Data: 3 de dezembro de 1960
- Emissão: Rádio Record e Rádio Panamericana[2]

### 2º Festival
- Contou com 2.635 inscrições.[1]
- Emissoras: TV Record (canal 7, São Paulo); TV Paulista (canal 5, São Paulo) e TV Globo (canal 4, da então Guanabara)
- Local: Teatro Record, cidade de São Paulo
- Data: setembro e outubro 1966
- Prêmio Viola de Ouro.

| Finalíssima - 10 de outubro de 1966 | Finalíssima - 10 de outubro de 1966 | Finalíssima - 10 de outubro de 1966 | Finalíssima - 10 de outubro de 1966 | Finalíssima - 10 de outubro de 1966 |
| Ordem                               | Interpretes                         | Canção                              | Autores                             | Resultado                           |
| ----------------------------------- | ----------------------------------- | ----------------------------------- | ----------------------------------- | ----------------------------------- |
| 01                                  | Jair Rodrigues                      | "Disparada"                         | Geraldo Vandré                      | 1º                                  |
| 02                                  | MPB4                                | "Canção de Não Cantar"              | Sérgio Bittencourt                  | 4º                                  |
| 03                                  | Elza Soares                         | "De Amor Ou Paz"                    | Adualto Santos Panamá               | 2º                                  |
| 04                                  | Jair Rodrigues                      | "Canção para Maria"                 | Paulinho da Viola e Capinam         | 3º                                  |
| 05                                  | Leny Eversong                       | "Lá Vem O Bloco"                    | Carlos Lira e G. Guarnieri          | -                                   |
| 06                                  | Chico Buarque e Nara Leão           | "A Banda"                           | Chico Buarque                       | 1º                                  |
| 07                                  | Maysa                               | "Amor, Paz"                         | Vera Brasil e Maísa                 | -                                   |
| 08                                  | Elis Regina                         | "Ensaio Geral"                      | Gilberto Gil                        | 5º                                  |
| 09                                  | Elis Regina                         | "Jogo de Roda"                      | Edu Lobo e Rui Guerra               | -                                   |
| 10                                  | Roberto Carlos                      | "Flor Maior"                        | Célio Borges Pereira                | -                                   |
| 11                                  | Maria Odete                         | "Um Dia"                            | Caetano Veloso                      | -                                   |
| 12                                  | Nara Leão                           | "O Homem"                           | Millôr Fernandes                    | -                                   |

- Melhor Intérprete: Jair Rodrigues - "Disparada"[4]

### 3º Festival
"O festival da virada"
- Local: Teatro Record Centro, cidade de São Paulo
- Data: 30 de setembro, 6 e 14 de outubro de 1967 (eliminatórias); 21 de outubro de 1967 (final)
- Prêmio Sabiá de Ouro

| Finalíssima - 21 de outubro de 1967 | Finalíssima - 21 de outubro de 1967 | Finalíssima - 21 de outubro de 1967 | Finalíssima - 21 de outubro de 1967 | Finalíssima - 21 de outubro de 1967 |
| Ordem                               | Interpretes                         | Canção                              | Autores                             | Resultado                           |
| ----------------------------------- | ----------------------------------- | ----------------------------------- | ----------------------------------- | ----------------------------------- |
| 01                                  | Nana Caymmi                         | "Bom dia"                           | Gilberto Gil e Nana Caymmi          | -                                   |
| 02                                  | Sidney Miller e Nara Leão           | "A Estrada e O Violeiro"            | Sidney Miller                       | -                                   |
| 03                                  | Caetano Veloso e Beat Boys          | "Alegria, Alegria"                  | Caetano Veloso                      | 4º                                  |
| 04                                  | Gilberto Gil e Os Mutantes          | "Domingo no Parque"                 | Gilberto Gil                        | 2º                                  |
| 05                                  | MPB4                                | "Gabriela"                          | Maranhão                            | 6º                                  |
| 06                                  | Elis Regina                         | "O Cantador"                        | Dori Caymmi e Nelson Mota           | -                                   |
| 07                                  | Sérgio Ricardo                      | "Beto bom de bola"                  | Sérgio Ricardo                      | Desclassificada                     |
| 08                                  | Edu Lobo e Marília Medalha          | "Ponteio"                           | Edu Lobo e Capinam                  | 1º                                  |
| 09                                  | Geraldo Vandré                      | "Ventania"                          | Geraldo Vandré e Hilton Acioli      | -                                   |
| 10                                  | Roberto Carlos                      | "Maria, Carnaval e Cinzas"          | Luis Carlos Paraná                  | 5º                                  |
| 11                                  | Chico Buarque e MPB4                | "Roda Viva"                         | Chico Buarque                       | 3º                                  |
| 12                                  | Jair Rodrigues                      | "Samba de Maria"                    | Vinicius de Moraes e Francis Hime   | -                                   |

- Melhor Intérprete: Elis Regina – "O Cantador" (Dori Caymmi e Nelson Motta)
- Melhor Letra: "A Estrada e o Violeiro" (Sidney Miller) – intérpretes: Sidney Miller e Nara Leão
- Momento Marcante do III Festival de MPB

"Beto Bom de Bola" (Sérgio Ricardo) – intérprete: Sérgio Ricardo (irritado com as vaias, Ricardo quebrou o violão e jogou-o na plateia). Após o ocorrido, o apresentador pediu a atenção do público para informar que a direção da TV Record pede ao júri para desconsiderar as notas dadas a música pois ela estava desclassificada do festival.

### 4º Festival
- Local: Teatro Record Centro, cidade de São Paulo
- Data: Novembro e Dezembro 1968
- Último festival antes da decretação do AI-5
- Júri Especial e Júri Popular

| Finalíssima - 9 de dezembro de 1968 | Finalíssima - 9 de dezembro de 1968 | Finalíssima - 9 de dezembro de 1968 | Finalíssima - 9 de dezembro de 1968   | Finalíssima - 9 de dezembro de 1968 | Finalíssima - 9 de dezembro de 1968 |
| Ordem                               | Interpretes                         | Canção                              | Autores                               | JE                                  | JP                                  |
| ----------------------------------- | ----------------------------------- | ----------------------------------- | ------------------------------------- | ----------------------------------- | ----------------------------------- |
| 01                                  | Os 3 Morais                         | "Choro do Amor Vivido"              | E. Gudin e W. de Carvalho             | -                                   | -                                   |
| 02                                  | Trio Marayá                         | "Bonita"                            | Hilton Acioli e Geraldo Vandré        | -                                   | 4º                                  |
| 03-06                               | Jair Rodrigues                      | "A Família"                         | Ary Toledo e Chico Anísio             | -                                   | 3º                                  |
| 03-06                               | Lucelena                            | "Cantoria"                          | Lúcia Helena e Luiz Vieira            | -                                   | -                                   |
| 03-06                               | MPB4                                | "Descampado Verde"                  | Maranhão                              | -                                   | -                                   |
| 03-06                               | Marcos Valle e Milton Nascimento    | "Diálogo"                           | M. Valle, P. S. Valle e M. Nascimento | -                                   | -                                   |
| 07                                  | Tom Zé                              | "São, São Paulo Meu Amor"           | Tom Zé                                | 1º                                  | 5º                                  |
| 08                                  | Márcia                              | "Terra Virgem"                      | Adilson Godoy e Saulo Nunes           | -                                   | -                                   |
| 09                                  | Cynara & Cybele                     | "Sentinela"                         | M. Nascimento e F. Brant              | -                                   | -                                   |
| 10                                  | Chico Buarque                       | "Benvinda"                          | Chico Buarque                         | 6º                                  | 1º                                  |
| 11                                  | Taiguara                            | "A Grande Ausente"                  | F. Hime e P. C. Pinheiro              | -                                   | 6º                                  |
| 12                                  | Edu Lobo e Marília Medalha          | "Memórias de Marta Saré"            | Edu Lobo e G. Guarnieri               | 2º                                  | 2º                                  |
| 13                                  | Os Mutantes                         | "2001"                              | Tom Zé e Rita Lee                     | 4º                                  | -                                   |
| 14                                  | O Quarteto                          | "Cantiga"                           | Caetano Zamma, e C. Q. Telles         | -                                   | -                                   |
| 15                                  | Elza Soares                         | "Sei Lá, Mangueira"                 | P. da Viola e H. B. de Carvalho       | -                                   | -                                   |
| 16                                  | Sérgio Ricardo                      | "Dia da Graça"                      | Sérgio Ricardo                        | 5º                                  | -                                   |
| 17                                  | Roberto Carlos                      | "Madrasta"                          | Renato Teixeira e Beto Ruschel        | -                                   | -                                   |
| 18                                  | Gal Costa e Ivete e Arlete          | "Divino, Maravilhoso"               | Caetano Veloso e Gilberto Gil         | 3º                                  | -                                   |

### 5º Festival
- Local: Teatro Record Augusta, cidade de São Paulo, já que os dois outros principais teatros da Record (Teatro Record Centro e Teatro Record Consolação) haviam sido destruídos por incêndios naquele ano.
- Data: Novembro 1969
- Foi o único festival da Record realizado após a imposição do AI-5. Isso porque houve um declínio da qualidade do festival por causa dos compositores e interpretes que estavam sendo perseguidos e/ou exilados pela ditadura. Foi exatamente este declínio, notabilizado neste festival, que culminou no fim dos festivais da Record.
- Trofeu: Viola de Ouro
- Direção Geral: Marco Antônio Rizzo
- Apresentacão: Blota Jr. e Sônia Ribeiro

obs.: Era proibido o uso de guitarras elétricas.
Classificação:
| Finalíssima - 6 de dezembro de 1969 | Finalíssima - 6 de dezembro de 1969 | Finalíssima - 6 de dezembro de 1969 | Finalíssima - 6 de dezembro de 1969 | Finalíssima - 6 de dezembro de 1969 |
| Ordem                               | Interpretes                         | Canção                              | Autores                             | Resultado                           |
| ----------------------------------- | ----------------------------------- | ----------------------------------- | ----------------------------------- | ----------------------------------- |
| 01                                  | Vanusa                              | "Comunicação"                       | E. Alencar e H. G. Mateus           | 3º                                  |
| 02                                  | Gonzaguinha                         | "Moleque"                           | Luiz Gonzaga Jr.                    | -                                   |
| 03                                  | Agnaldo Rayol                       | "Infinito"                          | Reginaldo Bessa                     | -                                   |
| 04                                  | Clara Nunes                         | "Sou Filho de Rei"                  | João Mello e Fernando Lobo          | -                                   |
| 05                                  | António Marcos                      | "Tu Vais Voltar"                    | José Ribamar e Romeu Nunes          | 5º                                  |
| 06                                  | Márcia e Os Originais do Samba      | "Gostei de Ver"                     | E. Gudin e M. A. Ramos              | 4º                                  |
| 07                                  | Roberta Faro                        | "Casa Azul"                         | Roberta Faro                        | -                                   |
| 08                                  | Paulinho da Viola                   | "Sinal Fechado"                     | Paulinho da Viola                   | 1º                                  |
| 09                                  | Tom Zé e Novos Baianos              | "Jeitinho Dela"                     | Tom Zé                              | -                                   |
| 10                                  | Edgar & Os Tais                     | "Alô, Helô"                         | Nonato Buzar                        | -                                   |
| 11-14                               | Agnaldo Rayol e Trio Mocotó         | "Clarice"                           | Eneida e João Magalhães             | 2º                                  |
| 11-14                               | Ary Toledo                          | "Hey Mister"                        | Ary Toledo e Francisco de Assis     | -                                   |
| 11-14                               | Maria Odete                         | "Monjolo"                           | D. G. Bueno e M. Nepomuceno         | 6º                                  |
| 11-14                               | Isaura Garcia                       | "Primavera"                         | L. Rodrigues e H. Chaves            | -                                   |
| -                                   | Os Caçulas                          | "Catendê"                           | Jocafi, O. Camardelli e I. Tavares  | Desclassificada                     |

Jurados: Maysa, Severino Filho, Gabriel Migliori, Hervê Cordovil, Moraes Sarmento, Aracy de Almeida e Paulo Bomfim como Presidente do Juri desempatou a votação do 1º Lugar dando o prêmio a Paulinho da Viola.